# Félix Mixelle
Félix Mixelle (Paris, 10 mai 1763 - Paris, 3 mars 1837) est un dessinateur, illustrateur et graveur français.

## Biographie
Félix Mixelle est le frère cadet de Jean Marie Mixelle.

## Galerie

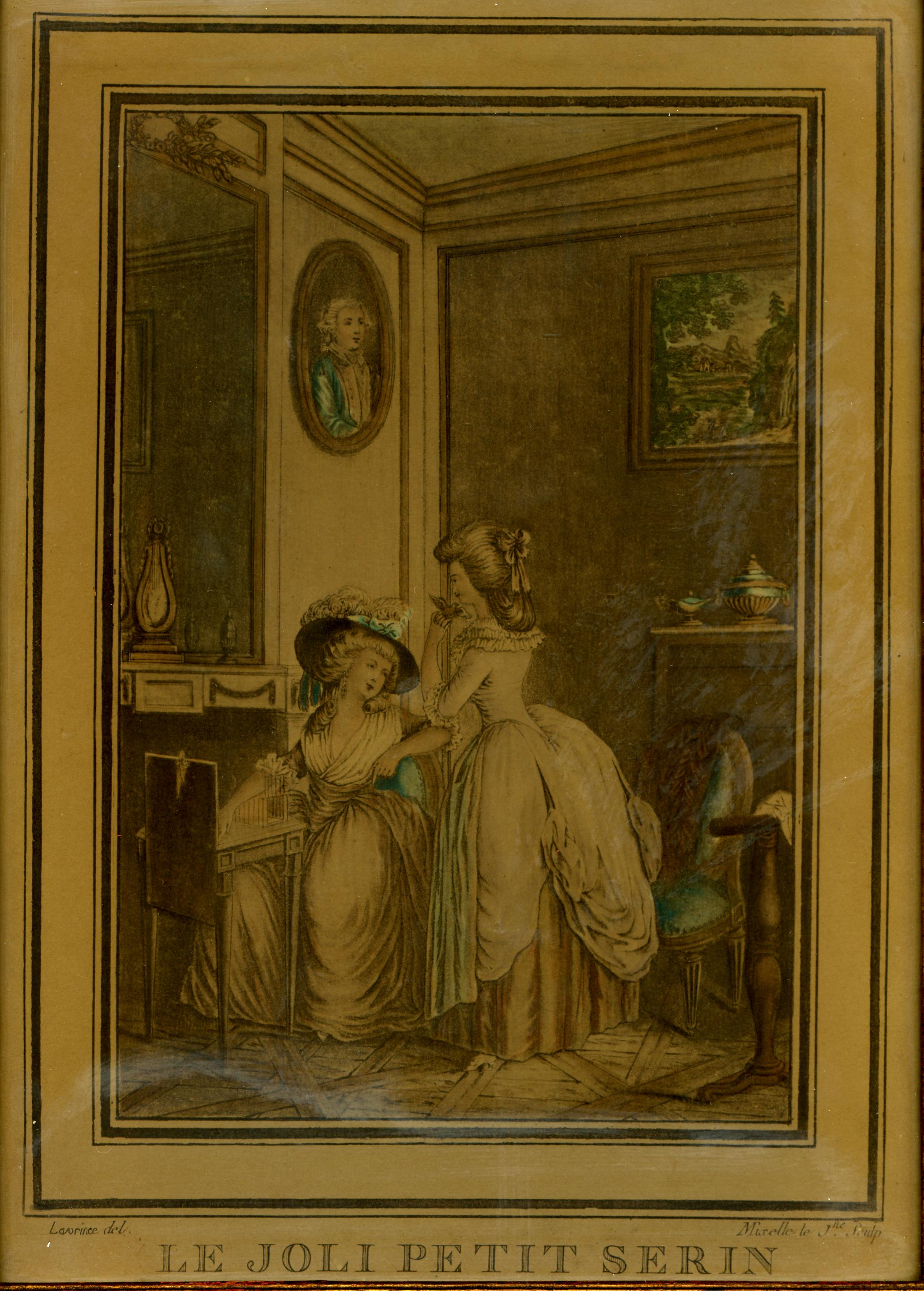
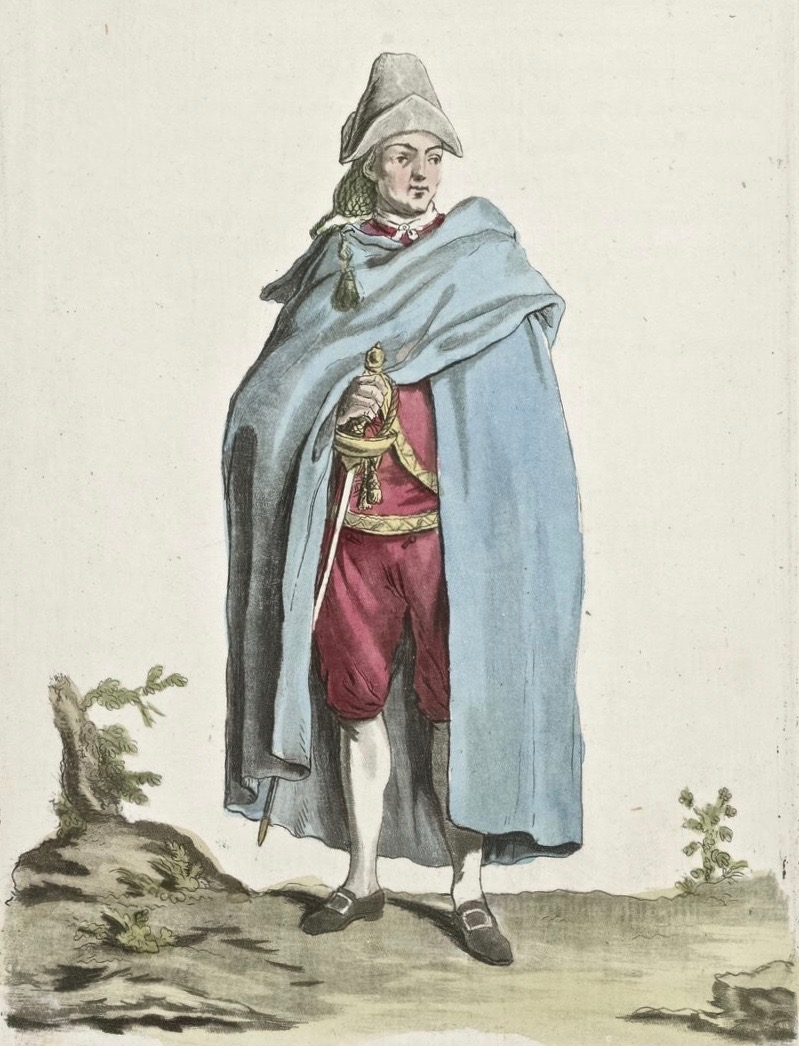
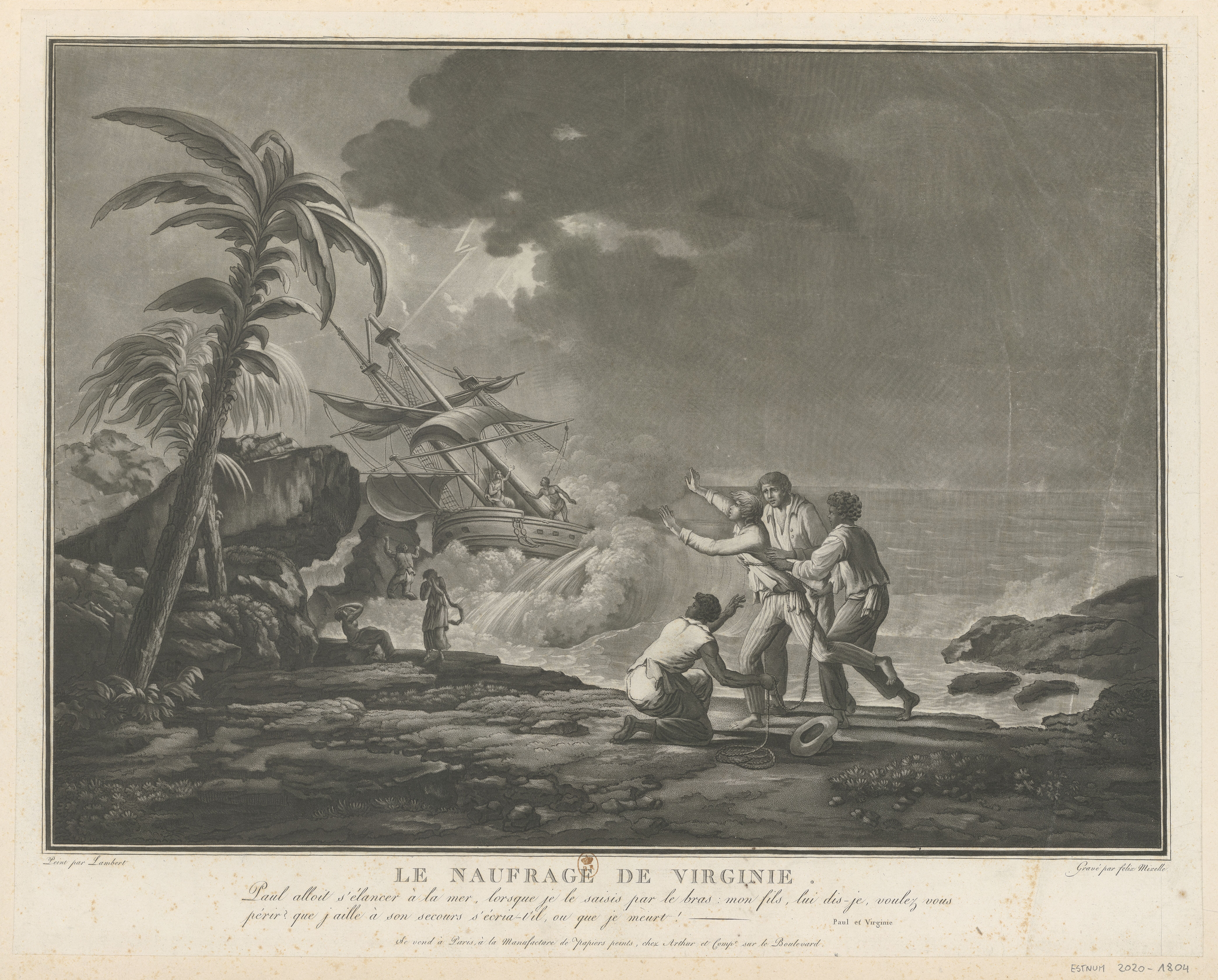
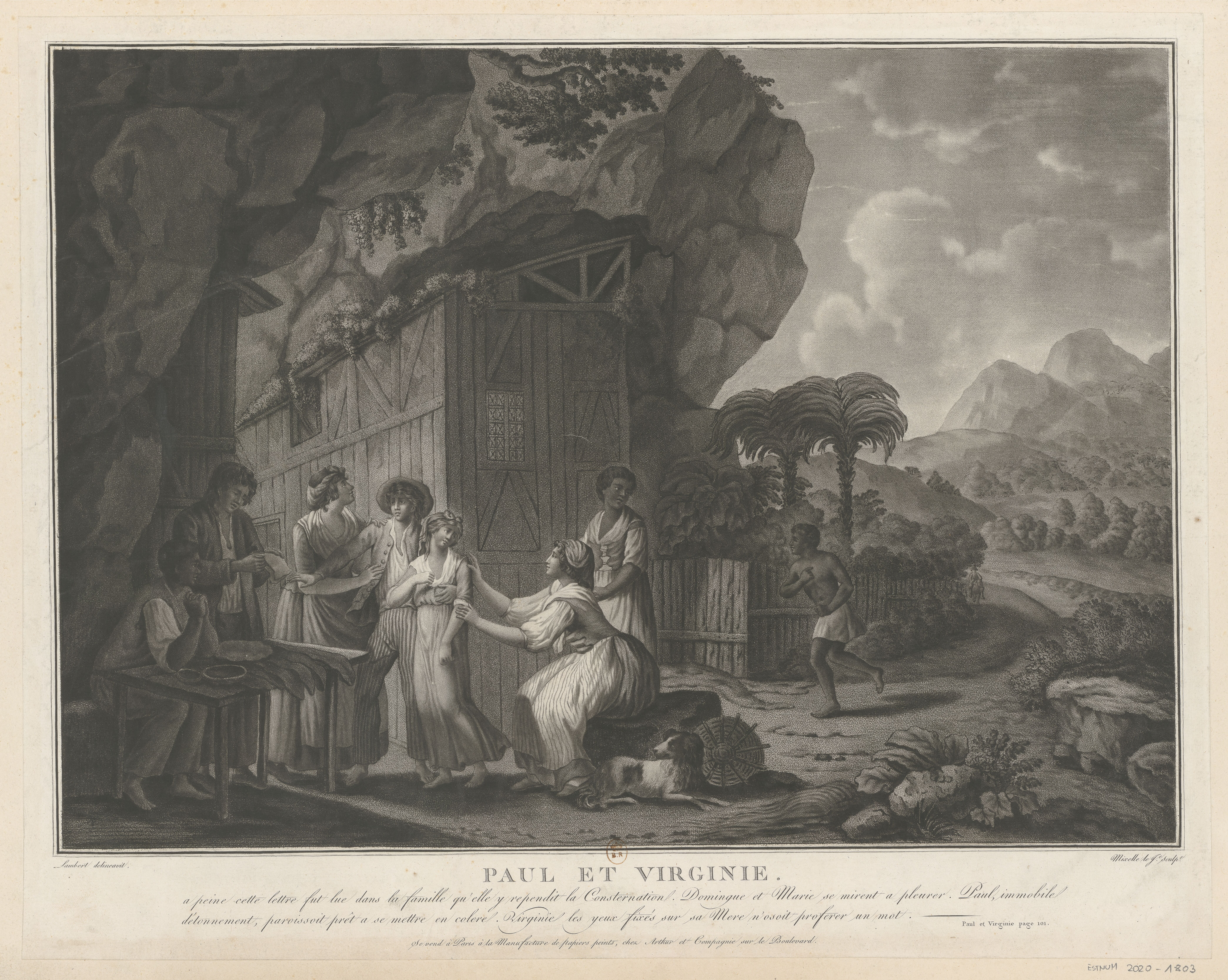